# Anna Mikuła
Anna Mikuła (ur. 30 sierpnia 1965) – polska uczona, botaniczka, specjalistka w zakresie biotechnologii roślin i ogrodnictwa. Profesor związana ze Szkołą Główną Gospodarstwa Wiejskiego w Warszawie oraz Ogrodem Botanicznym Polskiej Akademii Nauk w Powsinie.

## Życiorys
W 1989 ukończyła ogrodnictwo w Szkole Głównej Gospodarstwa Wiejskiego w Warszawie, uzyskując tytuł magistra. Pracę doktorską Embriogeniczny charakter kultur in vitro wybranych gatunków z rodzaju Gentiana obroniła w 1998 na Wydziale Ogrodniczym SGGW, otrzymując stopień naukowy doktora nauk rolniczych w dyscyplinie ogrodnictwo. Habilitowała się na Wydziale Ogrodnictwa i Architektury Krajobrazu SGGW w 2011 na podstawie pracy Indukcja, utrzymanie i długoterminowe zachowanie w ciekłym azocie (-196°C) embriogenicznego potencjału kultur wybranych gatunków z rodzaju Gentiana. w 2018 otrzymała tytuł naukowy profesora w dziedzinie nauk biologicznych.

## Działalność naukowa
Jej zainteresowania badawcze dotyczą indukcji i ekspresji somatycznej embriogenezy analizowanej na poziomie cyto-morfologiczno-proteomicznych przemian komórek eksplantatów pierwotnych. Badania prowadzone są w oparciu o kultury agarowe i zawiesinowe wybranych gatunków roślin nasiennych należących do rodzaju goryczka Gentiana oraz roślin zarodnikowych reprezentowanych przez paprocie drzewiaste z rodzaju olbrzymka Cyathea i paprocie zielne np. zanokcica Asplenium czy długosz Osmunda. Prowadzi także badania nad wykorzystywaniem ciekłego azotu do długoterminowego przechowywania materiału roślinnego, np. agregatów zawiesinowych gatunków Gentiana, gametofitów zielnych i drzewiastych gatunków paproci, zarodków somatycznych czy zarodników.
Laureatka Medalu im. Władysława Szafera, przyznanego przez Polskie Towarzystwo Botaniczne w 2019. Nagrodzona nagrodą Wydziału II Nauk Biologicznych i Rolniczych PAN (2019) przyznaną zespołowi naukowemu pracującemu pod jej kierunkiem w PAN Ogrodzie Botanicznym-CZRB w Powsinie w składzie: prof. dr hab. Anna Mikuła, mgr Małgorzata Grzyb, dr Lucyna Domżalska, prof. dr hab. Jan Rybczyński za cykl prac Odkrycie i rozwinięcie systemu modelowego somatycznej embriogenezy u roślin z kladu Monilophyta w warunkach in vitro. Wyróżniona decyzją Wydziału II Nauk Biologicznych i Rolniczych PAN (2018) za cykl prac Potencjał morfogenetyczny tkanek, komórek i protoplastów oraz modyfikacje genetyczne wybranych gatunków goryczek (Gentiana) autorstwa: prof. dr hab. Jan J. Rybczyński, prof. dr hab. Anna Mikuła, dr Karolina Tomiczak, dr Anna Wójcik. Wyróżniona dyplomem uznania za "doniosłe dla botaniki odkrycie somatycznej embriogenezy tropikalnego gatunku paproci drzewiastej Cyathea delgadii i opisanie tego procesu" przyznanym przez Sekcję Kultur Tkankowych w 2015.

## Członkostwo
- Członek Rady Naukowej Polskiej Akademii Nauk Ogrodu Botanicznego-CZRB w Powsinie (1999-2002, 2007-2026); w tym Sekretarz Rady Naukowej w kadencjach: 2015-2018 i 2023-2026[3]
- Członek Polskiego Towarzystwa Botanicznego; pełnione funkcje: Sekretarz Generalny (2004-2010)[3], Skarbnik Generalny (2010-2016), Prezes (2019-2025)[5]
- Członek Zarządu Sekcji Pteridologicznej PTB (2010-2013)[3]
- Członek Komitetu Biologii Organizmalnej Polskiej Akademii Nauk (2020-2023)[2]
- Członek Rady Naukowej Instytutu Fizjologii Roślin im. Franciszka Górskiego PAN w Krakowie (2023-2026)[6]
- Członek Rady Towarzystw Naukowych przy Prezydium PAN (2023-2026)[7]